# Scooby-Doo (film)
Série
Scooby-Doo 2 : Les monstres se déchaînent
(2004)
Pour plus de détails, voir Fiche technique et Distribution.
Scooby-Doo est une comédie pour les enfants américano-australien réalisé par Raja Gosnell, sorti en 2002.
Il s'inspire de Scooby-Doo, séries télévisées d'animation américaines de 1969.
Au début du film, l'équipe arrête le dangereux Pierrot Fantôme. Mais une dispute éclate et les membres du groupe donnent leur démission les uns après les autres. Deux ans après s'être résolus à fermer la Mystère et Cie, le super-chien Scooby-Doo et ses amis Fred, Daphné, Sammy et Véra se retrouvent sur Spooky Island. Les cinq aventuriers au flair inimitable ont été appelés sur place après une cascade d'incidents paranormaux dans l'immense parc d'attractions.
L'excentrique Émile Mondavarious, le maître de l'île, craint que le site ne soit réellement hanté, et compte sur la joyeuse bande pour résoudre au plus vite ces troublantes énigmes et mettre un terme à la fuite de sa richissime clientèle.
Oubliant leurs désaccords, les cinq acceptent avec enthousiasme cette périlleuse mission. Faux esprits, monstres bidons, effets spéciaux. Scooby-Doo et ses amis croient avoir tout vu. Mais à Spooky Island, ils ne sont pas au bout de leurs surprises.

## Synopsis
Après que Mystère et Cie ait résolu le mystère du Fantôme Lune dans une usine de jouets, une longue friction s'anime entre les membres de Mystère et Cie : Fred, pour s’attribuer les mérites pour ses pièges ; Daphné, qui en a marre d'être celle qui est toujours capturée ; et Véra, à qui Fred vole régulièrement la vedette pour ses plans, amène le gang à se disputer et à se dissoudre par la suite en abandonnant Sammy et Scooby attristés et les laissant s'occuper de la camionnette du gang, la Mystery Machine. Deux ans plus tard, ils sont tous invités à résoudre un mystère sur une station tropicale aussi parc d'attractions pour adolescents sur le thème de l'horreur appelée "Spooky Island" à la demande du propriétaire Emile Mondavarious, qui croit que les touristes en visite sont tombés sous une malédiction démoniaque.
Alors que Samy et Scooby espèrent que cela réunira le gang, Véra, Fred et Daphné ont tous l'intention de résoudre le mystère par eux-mêmes. Véra assiste à une représentation rituelle donnée par l'acteur N'Goo Tuana et son homme de main, le célèbre luchador Zarkos. N'Goo affirme que d'anciens démons ont autrefois gouverné l'île, mais qu'ils complotent pour se venger depuis qu'ils ont été déplacés par la station balnéaire. Pendant ce temps, Sammy tombe amoureux d'une fille nommée Mary Jane, s'éloignant de Scooby dans le processus.
Les gangs sont tous conduits séparément à la promenade de la maison hantée de la station. Après quelques légères disputes entre Fred, Daphné et Véra, ils décident tous de s'entendre pour le moment afin de se séparer et de chercher des indices. Fred et Véra découvrent un film qui éduque les créatures inhumaines sur la culture humaine, tandis que Daphné découvre un artefact en forme de pyramide appelé le "Delta Demonis". Plus tard, à l'hôtel de la station, Fred, Véra et Mondavarious sont enlevés et plus tard possédés par les démons de l'île. Mary Jane appelle la Garde côtière à l'aide, mais les ignore. Le lendemain, après avoir essayé de dire à Sammy que Mary Jane est secrètement un démon déguisé, les deux ont une dispute qui entraîne également la disparition de Scooby-Doo ; Zarkos vole le Delta Demonis à Daphné, qui est également capturée et possédée.
Sammy part à la recherche de ses amis sous terre et trouve une cuve de protoplasme contenant les âmes de tous ceux qui sont possédés. Il trouve et libère les âmes de Daphné, Fred et Véra, qui découvrent rapidement que la lumière du soleil détruit les démons. Un prêtre vaudou qui vit sur l'île informe le gang que les démons doivent effectuer leur rituel de "l'apocalypse noire", qui les verra gouverner le monde pendant dix mille ans si une âme pure est sacrifiée dans le rituel des créatures Le gang se rend compte que l'âme pure est Scooby-Doo, que Mondavarious a amené Scooby à Spooky Island pour cette vraie raison. Réalisant enfin leur erreur, Fred, Daphné et Véra décident de mettre de côté leurs différences pour de bon et de travailler avec Sammy pour sauver Scooby et le monde.
Le gang s'infiltre dans le rituel, où Mondavarious échoue dans son plan de sacrifier Scooby pour terminer le rituel de l'apocalypse noire par Sammy. Mondavarious se révèle alors être un robot contrôlé par le neveu séparé de Scooby, Scrappy-Doo, que le gang a abandonné il y a longtemps après que sa nature de plus en plus avide de pouvoir et égocentrique soit devenue incontrôlable. Absorbant l'âme des touristes, Scrappy se transforme en un énorme monstre et tente de tuer le gang. Daphné fait tomber Zarkos dans la cuve, la renversant et renvoyant la plupart des autres âmes dans leur corps, libérant les démons qui sont ensuite rapidement tués par Daphné qui reflète la lumière du soleil à travers une boule disco en forme de crâne. Sammy libère le reste des âmes, permettant d'inverser la transformation de Scrappy qui est mis hors d'état-de-nuire par Scooby, et trouve le vrai Mondavarious emprisonné, ayant été capturé par Scrappy afin qu'il puisse se faire passer pour son double. Scrappy et ses sbires sont tous arrêtés par Mystère et Cie qui à repris des services. Le film s'achève sur Sammy et Scooby profitant de leurs vacances à Spooky Island en faisant une dégustation de piments très puissants.

## Fiche technique
- Titre : Scooby-Doo
- Réalisation : Raja Gosnell
- Scénario : James Gunn, d'après une histoire de Craig Titley et James Gunn et les personnages créés par William Hanna † et Joseph Barbera †
- Musique : David Newman
- Direction artistique : Bill Booth, Donna Brown, Helen Gabrielle Gliniak et Christian Wintter
- Décors : Bill Boes
- Costumes : Leesa Evans
- Photographie : David Eggby
- Son : Jose R. Castellon, Jeff Glueck
- Montage : Kent Beyda
- Production : Charles Roven et Richard Suckle
  - Production déléguée : William Hanna, Joseph Barbera, Robert Engelman, Andrew Mason et Kelley Smith-Wait
  - Production associée : Sheryl Benko, Stephen Jones et Philip A. Patterson
  - Coproduction : Alan Glazer
- Sociétés de production[1] : Mosaic et Atlas Entertainment (non crédité), avec la participation de Warner Bros.
- Sociétés de distribution :
  - Australie : Roadshow Films
  - États-Unis, Canada : Warner Bros.
  - France : Warner Bros France[2]
- Budget : 84 millions de $[3]
- Pays de production :  États-Unis,  Australie
- Langue originale : anglais
- Format : couleur - 1,85:1 - 35mm – son Dolby Digital, SDDS et DTS
- Genre : Comédie, fantastique et aventure
- Durée : 89 minutes
- Dates de sortie[4] :
  - Québec : 14 mai 2002[5]
  - États-Unis, Canada : 14 juin 2002
  - Australie : 20 juin 2002
  - France : 10 juillet 2002
  - Belgique, Suisse romande[6] : 17 juillet 2002
- Classification[7] :
  - États-Unis : certaines scènes peuvent heurter les enfants - accord parental souhaitable (PG - Parental Guidance Suggested)[Note 1]
  - Australie : tous publics (G - General)[8]
  - France : tous publics[9] (conseillé à partir de 8 ans)[2]

## Distribution
- Freddie Prinze Jr. (VF : Mathias Kozlowski et VQ : Martin Watier) : Fred Jones
- Sarah Michelle Gellar (VF : Claire Guyot et VQ : Aline Pinsonneault) : Daphné Blake
- Matthew Lillard (VF : Boris Rehlinger et VQ : François Godin) : Sammy Rogers
- Linda Cardellini (VF : Chantal Macé et VQ : Julie Burroughs) : Véra Dinkley
- Rowan Atkinson (VF : Jean-Claude Montalban et VQ : Daniel Lesourd) : Émile Mondavarious
- Isla Fisher (VF : Céline Mauge) : Marie-Jeanne
- Steven Grives (VF : Richard Darbois et VQ : Mario Desmarais) : N'Goo Tuana
- Miguel A. Núñez Jr. (VF : Lucien Jean-Baptiste et VQ : Antoine Durand) : Voodoo Maestro
- Pamela Anderson (VF : Malvina Germain) : elle-même
- Sam Greco (VF : Pascal Casanova et VQ: Marc Labrèche) : Zarcos
- Charles Cousins (VF : Jérôme Pauwels) : Ami de Véra
- Kristian Schmid : Brad
- Michala Banas : Carol
- Martin Broome : Melvin Doo
- Nicholas Pope : Vieux monsieur Smithers

### Voix
- Neil Fanning (VF : Eric Missoffe et VQ : Pierre Auger) : Scooby-Doo (voix)
- Scott Innes (VF : Éric Métayer et VQ : Jacques Lavallée) : Scrappy-Doo (voix)
- J. P. Manoux (VF : Éric Métayer et VQ : Jacques Lavallée) : Scrappy-Rex

- Version française
  - Studio de doublage : Dubbing Brothers
  - Direction artistique : Nathalie Raimbault
  - Adapation des dialogues : Sylvie Carter

## Bande originale
1. Grow Up - Simple Plan
2. It's A Mystery - Little T and One-Track Mike
3. Lil's Romeo B House - Lil' Romeo
4. Shaggy, Where Are You - Shaggy
5. Land of a Million Drums - OutKast [feat. Killer Mike et Sleepy Brown]
6. Bump in The Night - Allstars
7. Freaks Come Out at Night - Uncle Kracker feat. Busta Rhymes
8. Scooby D - Baha Men
9. Words to Me - Sugar Ray
10. Man With the Hex - The Atomic Fireballs
11. Take the World - Evan Olson
12. Scooby-Doo, Where Are You? - MxPx
13. Pass the Dutchie - Musical Youth
14. Rock da Juice - The Dude, nom d'artiste de Régis Ducatillon[10], feat. Ian Burrell
15. Happy Ending - Fiona Horne
16. Thinking About You - Solange

## Accueil

### Accueil critique
Dans l'ensemble des critiques de presses anglophones, Scooby-Doo a rencontré un accueil négatif. Le site Rotten Tomatoes lui attribue un pourcentage de 32 % dans la catégorie All Critics, basé sur 147 commentaires et une note moyenne de 4.6⁄10 et un pourcentage de 35 % dans la catégorie Top Critics, basé sur 37 commentaires collectés et une note moyenne de 4.7⁄10, tandis que le site Metacritic lui attribue une moyenne de 35⁄100. De plus, Scooby-Doo a obtenu deux nominations aux Razzie Awards dans les catégories Pire second rôle masculin (Freddie Prinze Jr.) et Film le plus flatulent à destination des ados.
En France, l’accueil critique est mitigé, obtenant une note moyenne de 2.7⁄5 sur Allociné, basée sur 12 commentaires collectés.

### Box-office
En revanche, Scooby-Doo a rencontré un succès commercial, en engrangeant 276 millions de dollars de recettes mondiales, dont 153 millions de dollars aux États-Unis et 123 millions de dollars à l'étranger. Le film a totalisé 2 294 365 entrées en France, après avoir été premier du box-office durant les quatre premières semaines d'exploitation en salles.
- Budget de production (estimation) : 84 000 000 $
- Budget publicitaire (estimation) : 35 000 000 $
- Budget total : 119 000 000 $
- Nombre d'entrées en  France : 2 310 071 entrées[17]
- Recettes  États-Unis : 153 294 164 $[18]
- Recettes  mondiales : 275 650 703 $[18]

## Distinctions
Entre 2002 et 2003, Scooby-Doo a été sélectionné 19 fois dans diverses catégories et a remporté 5 récompenses.

### Récompenses
- The Stinkers Bad Movie Awards 2002 :
  - Personnage non humain le plus ennuyeux (Scrappy-Doo),
  - Pire scénario pour un film rapportant plus de 100 millions de dollars avec Hollywood Math décerné à James Gunn.
- Prix du jeune public 2002 : Prix du jeune public de la Meilleure actrice dans une comédie décerné à Sarah Michelle Gellar.
- Prix BMI du cinéma et de la télévision 2003 : Prix BMI de la meilleure musique de film décerné à David Newman.
- Prix du choix des enfants 2003 : Prix Blimp du Pet préféré dans un film décerné à Matthew Lillard.

### Nominations
- The Stinkers Bad Movie Awards 2002 :
  - Pire film de comédie,
  - Pire résurrection d'une émission de télévision,
  - Bande originale la plus intrusive pour David Newman,
  - Personnage non humain le plus ennuyeux (Le nouveau Scooby-Doo généré par ordinateur et non amélioré),
  - Caméo le plus distrayant pour Pamela Anderson,
  - Pire ensemble d'acteurs pour Matthew Lillard, Linda Cardellini, Sarah Michelle Gellar et Freddie Prinze Jr..
- Prix du jeune public 2002 :
  - Meilleur film de l'été,
  - Meilleur film de comédie,
  - Meilleur acteur dans une comédie pour Matthew Lillard,
  - Meilleur acteur dans une comédie pour Freddie Prinze Jr.,
  - Meilleure alchimie pour Sarah Michelle Gellar et Freddie Prinze Jr..
- MTV Movie Awards 2003 : Meilleure performance virtuelle pour Scooby-Doo.
- Prix Razzie 2003 :
  - Le film le plus flatulent destiné aux adolescents,
  - Pire second rôle masculin pour Freddie Prinze Jr..

## Autour du film
- Isla Fisher, qui joue Mary-Jane, a dû porter une perruque blonde parce qu'elle est naturellement rousse[20].
- Le film fut tourné dans l’État du Queensland, en Australie[21] du 12 février au 1er juin 2001[22].
- Le film fut tourné à Gold Coast (où se trouve l'université Bond, qui a servi également de lieu de tournage pour Scooby-Doo), connu pour avoir un temps idéal 350 jours par an. Le tournage a dû être interrompu pour une journée car Linda Cardellini a eu un rhume[20].
- Les comédiens prêtant leur voix à Fred, Sammy, Véra et Scooby-Doo en VF sont ceux qui doublent ces personnages depuis Scooby-Doo sur l'île aux zombies, à part Daphné : n’est pas doublée par la comédienne qui lui prêtait sa voix à l’époque (Joëlle Guigui) dans les séries et films animés, puisque Sarah Michelle Gellar, alors connue pour son rôle dans la série Buffy contre les vampires, était depuis longtemps doublée par Claire Guyot.
  - Mathias Kozlowski double à nouveau le personnage de Fred Jones depuis qu'il double le personnage dans les séries animés et film d'animation récents.
  - Matthew Lillard, qui interprète Sammy Rogers, est la voix originale du personnage depuis Scooby-Doo : Abracadabra en 2010.
  - Chantal Macé double Véra dans le film. comme dans les dessins animés. Elle sera remplacée par Patricia Legrand dans le second film.
- Ce film retire Scrappy-Doo de la série Scooby-Doo puisqu'il n'est plus jamais apparu avec un grand rôle sauf en clin d'œil. Notons que Eric Métayer double le neveu de Scooby-Doo comme il a fait dans certaines séries et téléfilms.
- Dans le script original de James Gunn, Véra était "explicitement gay"[23] et devait même échanger un baiser avec Daphné[23].
- Rowan Atkinson était déjà connu dans Mr Bean et connaissait déjà Scooby-Doo! depuis ses 15 ans.
  - À noter qu'entre le 5 janvier, date de diffusion de Mr Bean, la série animée le 14 juin, sortie du film, 160 jours se sont écoulés.
- En 2015, James Gunn expliquait qu'il existe une version R-rated de ce Scooby-Doo, destinée aux adultes[23].
- Un an après la sortie du film, dans Les Looney Tunes passent à l'action, une scène montre le véritable Sammy, tiré du dessin animé, qui réprimande Matthew Lillard pour son interprétation de son personnage dans le premier film Scooby-Doo. Ce premier le menaça de ne pas recommencer la version de ce dernier, pour une plus fidèle à lui-même, du rôle pour la suite, dont Scooby-Doo l’avais menacé de le mordre si le fait pas.